# Grande maison de Quentin
La Grande maison est située à Quintin, en France.

## Localisation
La maison est située sur le territoire de la commune de Quintin, place du Martray, dans le département  des Côtes-d'Armor, en région Bretagne.

## Description
Maison en granit à trumeau central et deux portes. Les larges baies du rez-de-chaussée ainsi que les portes sont appareillées, une forme circulaire raccordant les pieds-droits. Le premier étage possède toujours les petits bois des ouvrants. Le troisième étage est percé de lucarnes en fronton dont celle du milieu est datée de 1728.

## Historique
En 1691, la commune est érigée en duché. L'édifice est un bel exemple de l'architecture du XVIIIe siècle.
La maison est inscrite partiellement (façade et toiture) au titre des monuments historiques par arrêté du 28 mai 1951.